# الدعاري (السدة)

تعديل مصدري - تعديل

الدعاري محلة تابعة لقرية الرزاعي، التابعة لعزلة بني الحارث بمديرية السدة إحدى مديريات محافظة إب في الجمهورية اليمنية.، بلغ تعداد سكانها 78 حسب تعداد اليمن لعام 2004.